# اریک بارکر
اریک بارکر (انگلیسی: Eric Barker; ۱۲ فوریهٔ ۱۹۱۲ – ۱ ژوئن ۱۹۹۰) هنرپیشه و بازیگر سینما اهل بریتانیا بود.
از فیلم‌ها یا برنامه‌های تلویزیونی که وی در آن نقش داشته‌است می‌توان به بانوی خوشگذران و درباره فیدل اشاره کرد.